# Nalini Singh
Nalini Singh (ur. 7 września 1977 na Fidżi) – nowozelandzka pisarka i autorka wielu romansów oraz romansów fantastycznych.

## Życiorys
Urodziła się 7 września 1977 roku na Fidżi, lecz jako dziecko przeprowadziła się do Nowej Zelandii. Oprócz pisania, Nalini spędziła 3 lata jako nauczycielka języka angielskiego w Japonii oraz zwiedziała w tym czasie Azję. Poza tym pracowała też jako bibliotekarka, prawnik, w fabryce słodyczy oraz w banku. Swoje rodzinne korzenie ma w Indiach. W swoich podróżach odwiedziła też Irlandię, Niemcy. Chiny, Malezję oraz Australię.

### Początki kariery
Gdy miała 18 lat zaczęła pisać swoją pierwszą książkę, po skończeniu jej wysłała ją od razu do wydawnictwa, jednak została ona szybko odrzucona. Singh nie zniechęciła się jednak i kontynuowała pisanie.
W 1999 zdobyła 3. miejsce w „Clendon Awards” z Nowej Zelandii w kategorii romans. Po tym w 2001 roku jej rękopis „Coaxing the Sheik” wygrał nagrodę Jane Porter za najwyższe miejsce w Mills and Boon oraz „Clendon Award” z wyboru czytelników. Rękopis był podstawą do jej pierwszej książki znanej jako „Desert Warrior” i została ona wydana w 2003 roku.
Po tym jej powieści zaczęły pojawiać się na listach bestsellerów takich jak New York Times, USA Today oraz Publishers Weekly.
Wygrała także inne nagrody takie jak: Sir Julius Vogel Award, RITA Award, Audie Award.
Opublikowała ponad dwa tuziny powieści.

## Twórczość
Psy-Changeling Series zawierających 15 powieści z różnymi dodatkami i krótkimi opowiadaniami, z czego 3 powieści zostały przetłumaczone na język Polski.
Guild Hunter Series zawierających 12 powieści z dodatkami, z czego dwie zostały przetłumaczone na język Polski.
Rock Kiss Series z 4 głównymi powieściami, jednym dodatkiem oraz krótkimi opowiadaniami.
Hard Play Series z 2 powieściami
Royal House of Shadows z 4 powieściami
Oraz inne książki takie jak:
A Madness of Sunshine (Grudzień 2019)
Bound By Marriage (Luty 2007)
Secrets In The Marriage Bed (Marzec 2006)
Craving Beauty (Lipiec 2005)
Awaken The Senses (Maj 2005)
Awaken To Pleasure (Sierpień 2004)
Desert Warrior (Sierpień 2003)
Star Kissed dostępne darmowo na stronie Singh